# Linda Plech
Linda Plech (* 1951 in Wien) ist eine österreichische Opern-, Operetten-, Lied- und Konzertsängerin (Sopran).

## Leben und Wirken
Die Künstlerin ist in Wien aufgewachsen. Neben dem Gymnasium absolvierte sie eine Ballett- und Schauspielausbildung. Zudem arbeitete sie nebenbei als Regieassistentin im Theater der Jugend. Bei Hilde Zadek und Elisabeth Schwarzkopf nahm Linda Plech Gesangsunterricht.  Ihr erstes Engagement erhielt sie am Staatstheater Oldenburg. Dort sang sie u. a. die Ottavia in L’incoronazione di Poppea und den Oktavian in Der Rosenkavalier. Es folgten Engagements an den Opernhäusern von Hamburg, Dresden, Leipzig, Köln, Stuttgart, München, Berlin, Genf, Kopenhagen und Wien. Lieder- und Konzertabende sowie die Abhaltung von Meisterklassen runden ihr künstlerisches Schaffen ab.
Seit 1964 ist die „Schratt Villa“ in Bad Ischl im Besitz von Linda Plech und ihrer Familie. Die Sängerin ist mit dem Bariton Claus-Peter Corzilius verheiratet.

## Repertoire (Auswahl)
- Elisabetta (Don Carlos)
- Erste Dame (Die Zauberflöte)
- Marie (Die verkaufte Braut)
- Donna Anna (Don Giovanni)
- Contessa (Le nozze di Figaro)
- Desdemona (Otello)
- Freia (Das Rheingold)
- Sieglinde (Die Walküre)
- Gutrune (Götterdämmerung)
- Elisabeth (Tannhäuser und der Sängerkrieg auf Wartburg)
- Leonore (Fidelio)
- Ariadne (Ariadne auf Naxos)
- Giulietta (Hoffmanns Erzählungen)
- Elektra (Elektra)